# Лиг (Германия)
Лиг (нем. Lieg) — община в Германии, в земле Рейнланд-Пфальц. 
Входит в состав района Кохем-Целль. Подчиняется управлению Трайс-Карден.  Население составляет 385 человек (на 31 декабря 2010 года). Занимает площадь 9,69 км².